# Kraftwerk Łaziska
Das Kraftwerk Łaziska (polnisch: Elektrownia Łaziska) liegt in Ober Lazisk (Łaziska Górne) in der Woiwodschaft Schlesien in Polen. Der Betreiber ist Tauron Wytwarzanie (ehemalige: Południowy Koncern Energetyczny S.A.) . Es hat eine Nennleistung von 1.155 Megawatt.
Es ist ein konventionelles Wärmekraftwerk, eines von 18 Kraftwerken, die im polnischen Energiesystem betrieben werden. Es wurde 1917 gegründet und war von 1927 bis 1953 das größte Kraftwerk in Polen. Bezogen auf die installierte Leistung ist das Kraftwerk Łaziska das 3. in Schlesien und das 9. Kraftwerk in Polen und erzeugt etwa 4,2 % der inländischen Stromerzeugung.
Darüber hinaus verfügt es über 196 MW installierte Wärmeleistung.
In der Anlage befindet sich das polnische Energie-Museum.

## Kraftwerksblöcke
Das Kraftwerk besteht aus sechs Blöcken (2 × 125 MW, 3 × 225 MW und 1 × 230 MW nominal), die zwischen 1972 und 1976 sowie 2012 errichtet wurden, und besitzt eine Bruttoleistung von ca. 1.155 MW.
| Block                                      | 1                    | 2                    | 3         | 4         | 5         | 6         |
| ------------------------------------------ | -------------------- | -------------------- | --------- | --------- | --------- | --------- |
| Nettoleistung (elektrisch) Netzeinspeisung | 125 MW               | 125 MW               | 225 MW    | 225 MW    | 225 MW    | 230 MW    |
| Inbetriebnahme                             | 1967/1995            | 1967/1995            | 1972/2000 | 1972/2000 | 1972/2000 | 1972/2000 |
| Stilllegung                                | 01.04.2020 (geplant) | 01.04.2020 (geplant) | ?         | ?         | ?         | ?         |

## Geschichte
Im Jahr 1917 beginnt der Prinz von Pszczyna (von Pless) den Bau des Kraftwerks und einer Karbid-Fabrik. Ein Jahr später wird das Kraftwerk zusammen mit der Hartmetallfabrik als Unternehmen im Handelsregister als Kraft- und Schmelzwerke „Prinzengrube“ Aktiengesellschaft (Elektrownia i Karbidownia Kopalni „Książątko“ S.A.) eingetragen.
1923 wird die Anlage erweitert, ihre Kraftwerkskapazität verdoppelt sich auf rund 24 MW. Im Jahr 1929 erreicht das Kraftwerk eine Kapazität von 87,1 MW und wird damit das größte Kraftwerk in Polen.
In den Jahren 1934–38 stehen die Betriebe unter staatlicher Zwangsverwaltung. 
Während der Besetzung Polens von 1939 bis 1945 erhöht sich die Leistung des Kraftwerks auf 122,1 MW.
Nach dem Krieg wird 1949 das Werk „Elektro“ in das Kraftwerk „Łaziska“ und das Stahlwerk „Łaziska“ aufgeteilt. Nach aufeinanderfolgenden Erweiterungen des Kraftwerks erreicht es ca. 200 MW (1953).
Ab 1963 wird das Kraftwerk weiter ausgebaut und modernisiert. Die erste Ausbaustufe erfolgt durch den Bau von zwei Blöcken von 120 MW in den Jahren 1963–67. Die Leistung des Kraftwerks erreicht damit insgesamt 429 MW. Die zweite Ausbaustufe auf vier Blöcke von 200 MW erfolgt im Anschluss (1967–72).  Danach können veraltete Turbinen abgeschaltet werden (1975–82). 
Bis zum Jahr 2000 erfolgen weitere drei Modernisierungsstufen. Die erste findet von 1980 bis 1990 statt. In der zweiten von 1993 bis 1995 werden die zwei 120-MW-Blöcke erweitert, ihre Leistung wird auf 125 MW erhöht. Die bislang letzte Modernisierung findet von 1996 bis 2000 statt. Hierbei werden die vier 200-MW-Blöcke überarbeitet. Die Leistung von drei Blöcken wird auf 225 MW erhöht und die des vierten auf 230 MW.